# شورلت تراکر (۲۰۱۹)
شورلت تراکر (به انگلیسی: Chevrolet Tracker) یک مینی اس‌یووی است که توسط جنرال موتورز از سال ۲۰۱۹ تولید می‌شود. این خودرو که به عنوان جانشین شورلت ترکس (که در چندین بازار تراکر نیز نامیده می‌شود) قرار دارد، در برزیل برای بازار آمریکای لاتین و در چین توسط سایک-جی‌ام برای بازار چین تولید می‌شود. علیرغم استفاده از نام تراکر، این خودرو به خودرویی که در آمریکای شمالی به‌عنوان سوزوکی اسکودوی تغییر یافته از دهه ۱۹۹۰ تا ۲۰۰۰ فروخته می‌شد، ارتباطی ندارد.

## بررسی
تراکر در بازار چین در سال ۲۰۱۹ در کنار تریل‌بلیزر معرفی شد. تراکر بازار چین برای جانشینی ترکس در چین طراحی شده‌است و نام چینی آن ترکس است.
تراکر اولین بار در سال ۲۰۲۰ در برزیل ظاهر شد و تولید آن در مونتاژ سائو کائتانو دو سول آغاز شد. جنرال موتورز سپس اعلام کرد که تراکر برای جایگزینی نسل اول ترکس وارد مکزیک خواهد شد.
تراکر در ژوئیه ۲۰۲۱ در بازار فیلیپین رونمایی شد. تراکر در این بازار از چین وارد می‌شود.
در آوریل ۲۰۲۲ جنرال موتورز آرژانتین تولید این خودرو را در کارخانهٔ جنرال آلوار واقع در استان سانتافه آغاز کرد.
پلت‌فرم بازارهای نوظهور جهانی (جی‌ئی‌ام، به انگلیسی: Global Emerging Markets) که تراکر بازار چین بر روی آن ساخته شده‌است برای بازارهای خودروی در حال توسعه از جمله چین و آمریکای لاتین طراحی شده‌است. تراکری که در سال ۲۰۱۹ در چین عرضه شد، یکی از وسایل نقلیه با پلت‌فرم جی‌ئی‌ام است و احتمالاً برای عرضه در بازارهای ایالات متحده و کانادا در نظر گرفته نشده‌است.

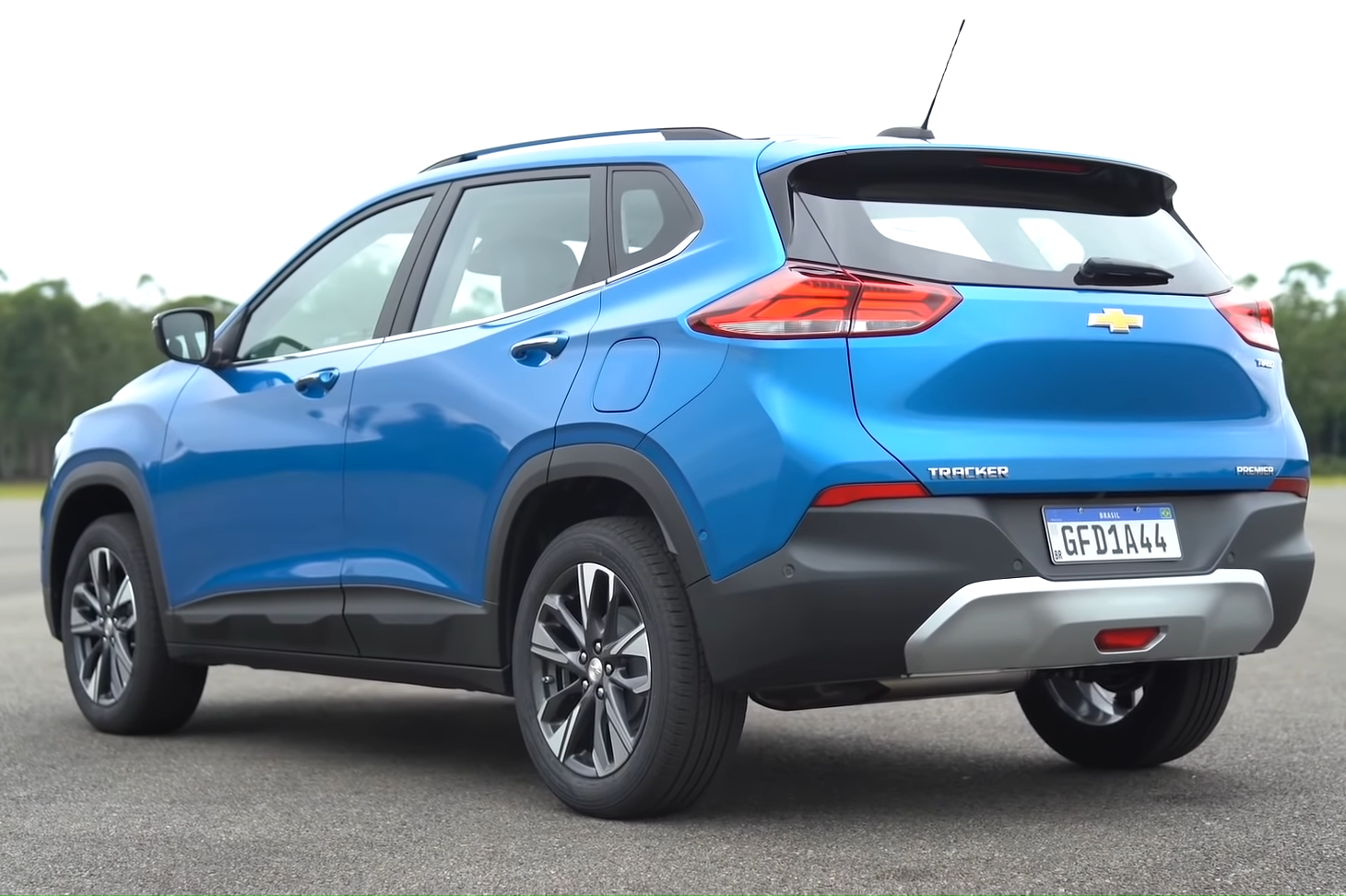
نمای عقب (برزیل)
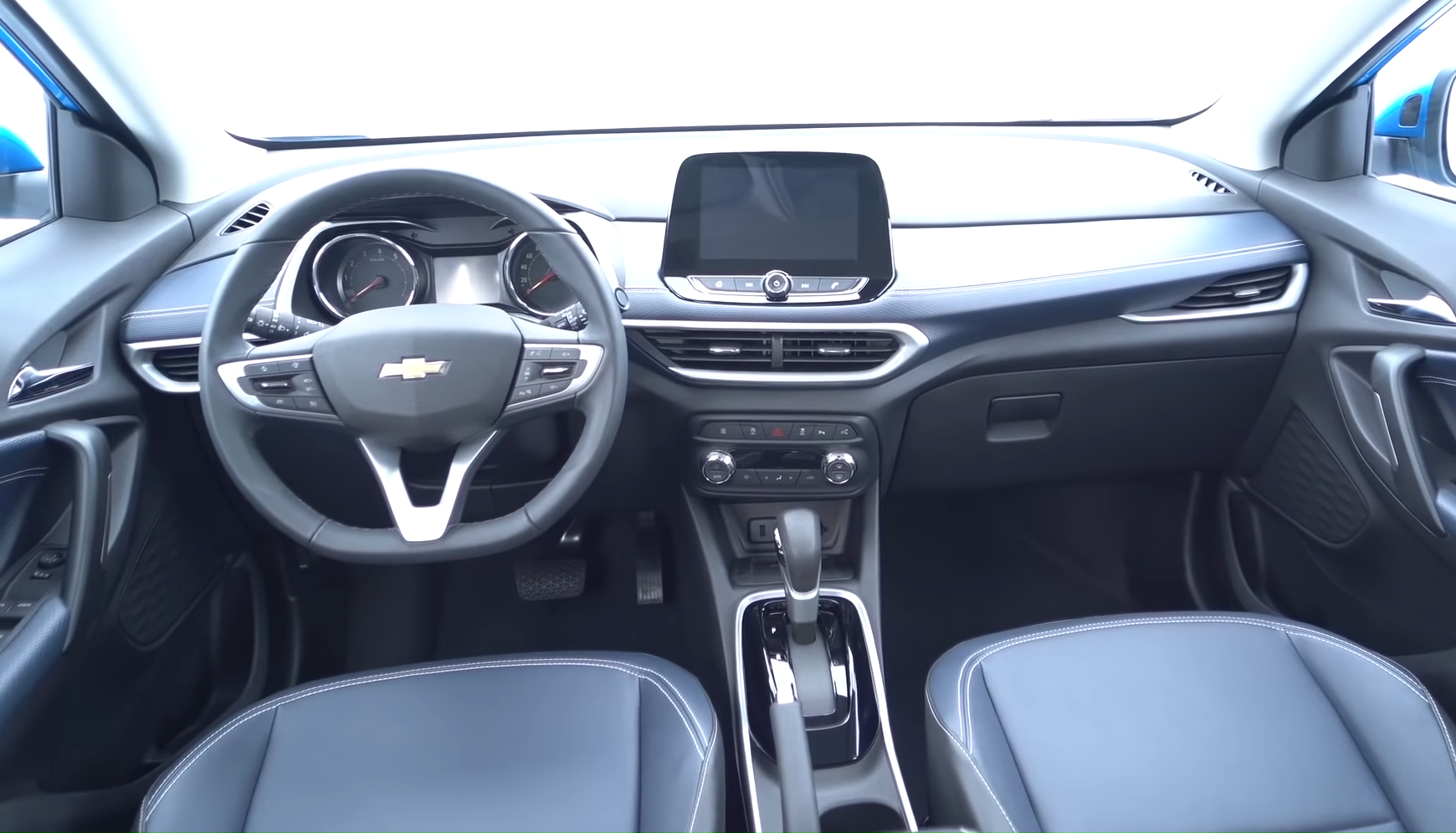
نمای داخلی (برزیل)
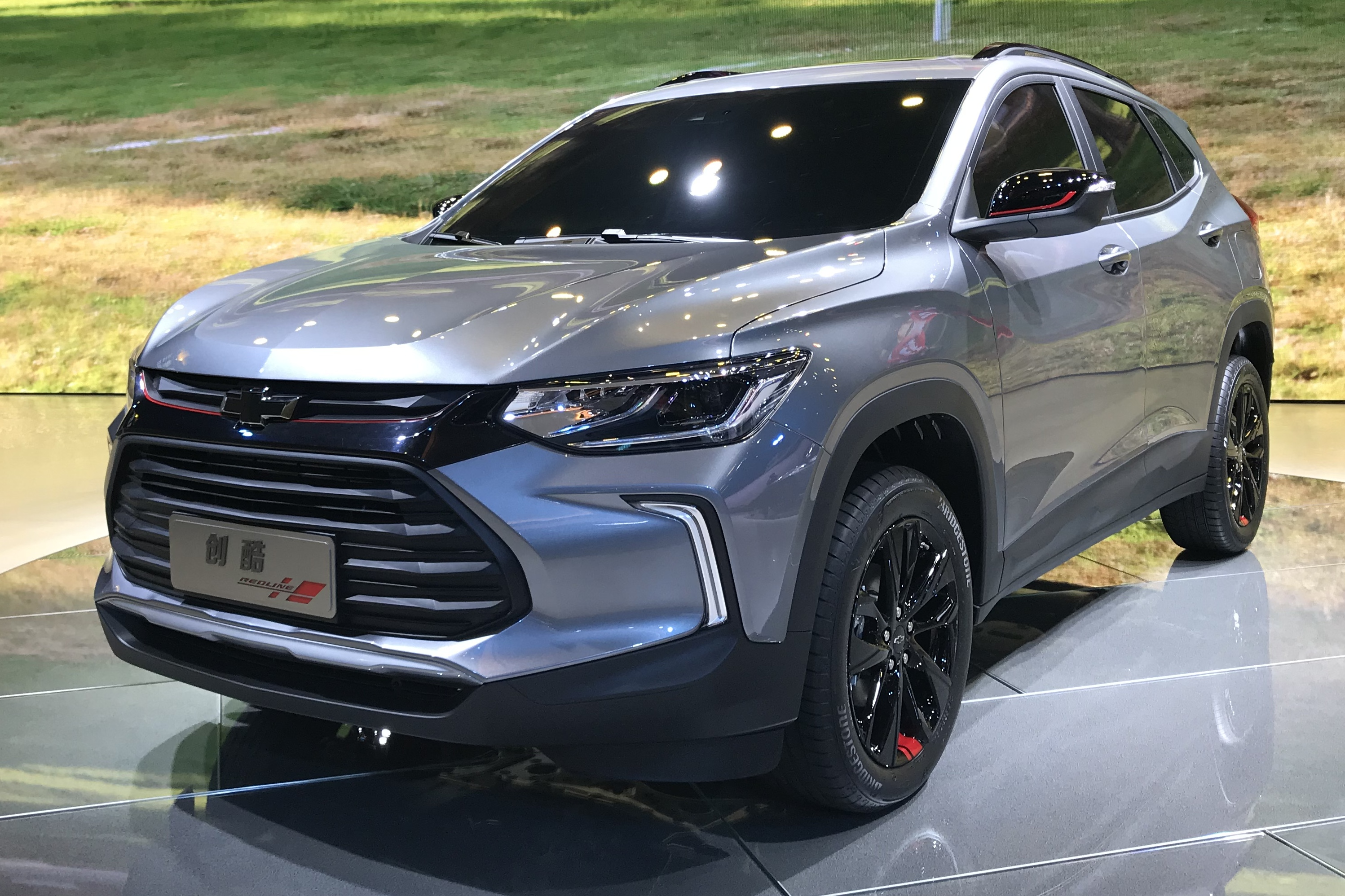
شورلت تراکر ردلاین (چین)
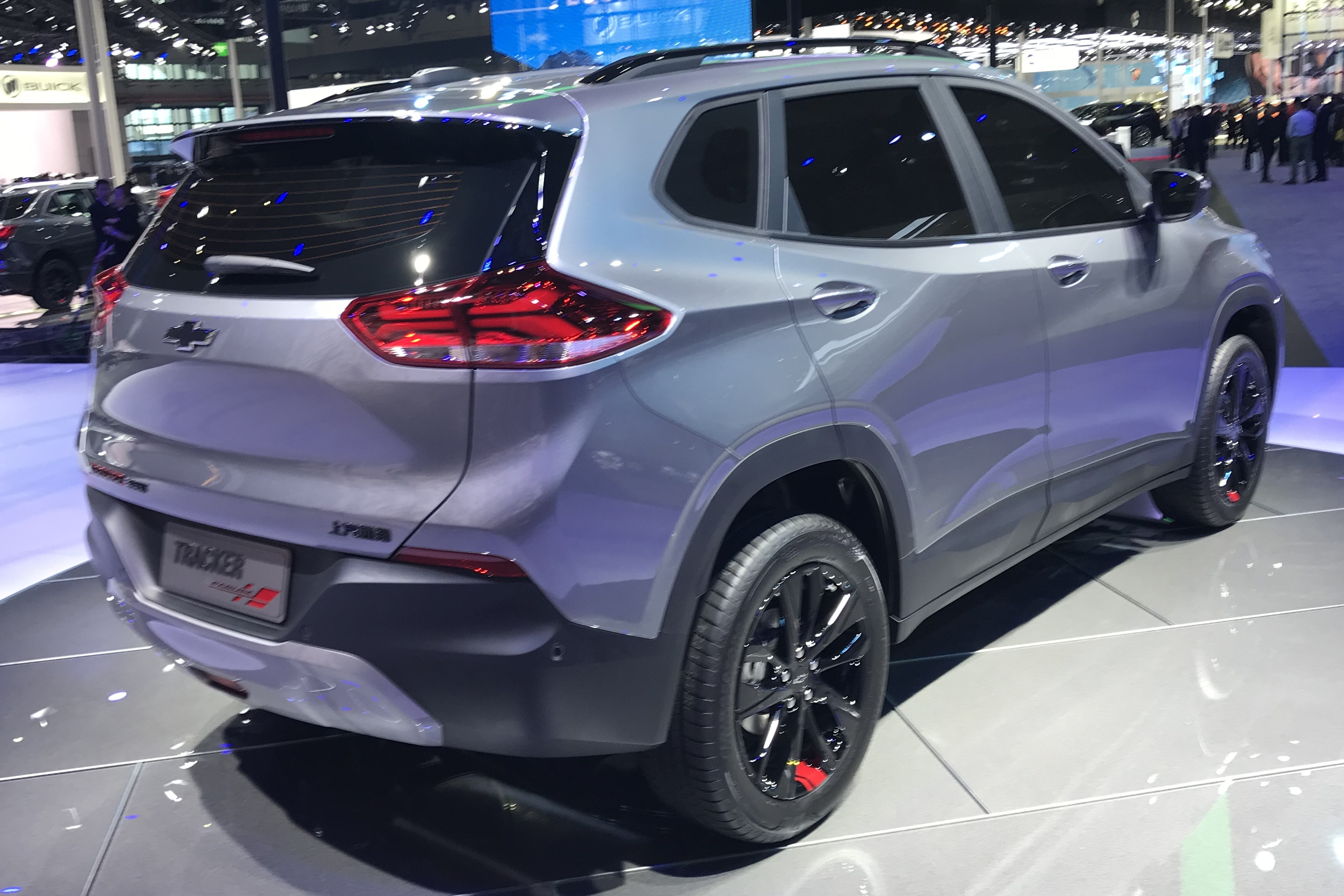
شورلت تراکر ردلاین (چین)

## موتورها
تراکر در بازار چین با دو موتور ۳ سیلندر ۱٫۰ لیتری توربو با قدرت ۸۴ کیلووات و ۳ سیلندر ۱٫۳ لیتری توربو با قدرت ۱۲۱ کیلووات در دسترس است.

## ایمنی
شورلت تراکر به‌طور پیش‌فرض به شش کیسهٔ هوا و سامانهٔ کنترل پایداری مجهز است.
در طول برخی از تست‌های تصادف لاتین ان‌سی‌ای‌پی بر روی تراکر، پیش‌کشنده‌های کمربند ایمنی آتش‌نشانگر آن مواد عایق را در پایه ستون B مشتعل کردند که باعث آتش‌سوزی آن و فراخوانی توسط شورلت شد. علاوه بر این، سگک‌های کمربند ایمنی پس از تصادف به حالت عادی باز نشدند. لاتین ان‌سی‌ای‌پی اعلام کرد که نتایج منتشر شده برای تراکر مربوط به خودرویی است که در فراخوان اصلاح شده‌است.